# Кубинский хамелеолис
Кубинский хамелеолис (лат. Anolis chamaeleonides) — вид ящериц из семейства анолисовых. Эндемик острова Куба. Ведёт древесный образ жизни.

## Описание
Общая длина до 20 см. Внешне немного похож на хамелеона. Окрас зелёный с тёмными пятнами, может меняться в зависимости от состояния ящерицы. На затылке роговой выступ. Туловище высокое и сплюснутое с боков. Хвост длинный, имеет хватательную функцию. На пальцах есть прикрепительные пластинки.

## Численность вида
Численность вида местами сокращается из-за разрушения среды обитания и бесконтрольного отлова для содержания в террариумах.

## Синонимы[4]
- Chamaeolis [sic] fernandina Cocteau, 1838
- Pseudochamaeleon cocteaui Fitzinger, 1843
- Chamaeleolis fernandina — Gray, 1845
- Chamaeleolis chamaeleontides — Boulenger, 1885
- Chamaeleolis chamaeleonides — Barbour, 1935
- Chamaeleolis chamaeleonides — Schwartz & Henderson, 1991
- Anolis chamaeleonides — Hass et al 1993
- Chamaeleolis chamaeleonides — Rodríguez Schettino, 1999
- Chamaeleolis chamaeleonides — Karch, 2002